# Sant Bernabé d'Aguilera
Sant Bernabé d'Aguilera és una obra d'Òdena (Anoia) protegida com a bé cultural d'interès local.

## Descripció
Es tracta d'una capella ubicada al Raval de l'Aguilera, a la masia de Can Ferran. Ha estat restaurada pels seus propietaris. D'una nau i absis amb finestra de doble esqueixada. Al costat nord hi ha una porta adovellada tapiada, amb carreus d'arenisca molt degradats. A l'oest hi ha una porta adovellada i un petit campanar de paret, refet. Exteriorment està arrebossat amb ciment, llevat de l'absis on hi podem apreciar uns carreus d'arenisca tallats en forma rectangular. Tant l'interior com l'exterior estan arrebossats excepte l'absis. La coberta és a base de teula àrab en bon estat de conservació. Per les seves característiques la podríem catalogar com del segle xii, en un romànic rural.

## Història
Ha estat datada cap al final del segle xii, si bé degué ser força modificada els segles XVII o XVIII. El 1953 la restauració la va fer Joan Ferran Cañellas, propietari d'aleshores.